# Favites halicora
Favites halicora är en korallart som först beskrevs av Ehrenberg 1834.  Favites halicora ingår i släktet Favites och familjen Faviidae. IUCN kategoriserar arten globalt som nära hotad. Inga underarter finns listade i Catalogue of Life.